# Derating-Kurve
Die Derating-Kurve beschreibt die maximale zulässige Verlustleistung eines elektrischen oder elektronischen Bauteiles in Abhängigkeit von seiner Umgebungstemperatur.

## Beispiel
Ein Wechselrichter reduziert selbsttätig seine Leistung (und damit auch seine Verlustleistung) aufgrund zu hoher Umgebungstemperatur. Der Wechselrichter schützt sich so selbst vor Überhitzung. Hintergrund ist, dass die Abfuhr der Verlustleistung bei gegebenen Betriebs- und Kühlbedingungen und steigender Umgebungstemperatur linear mit der Differenz zwischen Bauteil- und Umgebungstemperatur abnimmt.

## Praxis

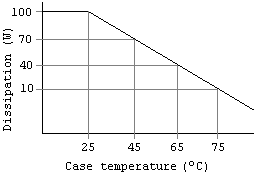
Typische Derating-Kurve

In der Praxis wird die Leistungsreduktion und damit die Berücksichtigung der Derating-Kurve oft nicht vom Bauteil oder Gerät selbst vorgenommen, sondern ist Aufgabe des Benutzers, sofern sie nicht bereits bei der Entwicklung des Gesamtproduktes berücksichtigt wurde.

## Steckverbinder
Auch Steckverbinder haben einen von der Umgebungstemperatur abhängigen maximalen Strom, mit dem sie betrieben werden dürfen. Da die Verlustleistung eines Steckverbinders quadratisch mit dem Strom zunimmt, sinkt die zulässige Stromstärke im Gegensatz zur obigen Grafik nicht linear mit der Umgebungstemperatur.

## Computer
In Computern werden häufig Kühlkörper oder Lüfter eingesetzt, um den Abtransport der Verlustleistung z. B. des Hauptprozessors zu maximieren. Dadurch wird die Überschreitung der Derating-Kurve durch Kühlung vermieden.